# Sandrino Castec
Sandrino del Carmen Castec Martínez (Santiago, 1960. június 18. – Puente Alto, 2024. december 11.) válogatott chilei labdarúgó, csatár.

## Pályafutása

### Klubcsapatban
1977 és 1984 között az Universidad de Chile labdarúgója volt, ahol egy chilei kupagyőzelmet ért el. 1984–85-ban az Audax Italiano, 1986–87-ben ismét az Universidad de Chile, 1987–88-ban a mexikói Cruz Azul, 1988-ban a Cobresal, 1989-ben az Universidad de Chile játékosa volt. 1989-ben a Deportes Valdivia csapatában fejezte be az aktív játékot.

### A válogatottban
1980 és 1983 között hat alkalommal szerepelt a chilei válogatottban és egy gólt szerzett.

## Sikerei, díjai
Universidad de Chile
- Chilei kupa (Copa Polla Gol)
  - győztes: 1979